# Nagykölked
Nagykölked (em alemão: Großkulken) é um município da Hungria, situado no condado de Vas. Tem 9,78 km² de área e sua população em 2015 foi estimada em 142 habitantes.